# Krassimira Stojanowa
Krassimira Stojanowa (bulgarisch Красимира Стоянова; * 16. August 1962 in Weliko Tarnowo, Bulgarien) ist eine bulgarische Opernsängerin im Stimmfach Sopran.

## Leben
Stojanowa studierte Gesang und Violine am Konservatorium in Plowdiw und begann ihre Karriere als Violinistin. 1995 debütierte sie an der Oper Sofia, 1998 als Micaela in Carmen an der Wiener Staatsoper, wo sie seither unter anderem als Gräfin in Le nozze di Figaro, Rachel in La juive, Antonia in Les Contes d’Hoffmann, Nedda in Pagliacci, Mimi in La Bohème und als Rusalka und Elisabetta aufgetreten ist.
Stojanowa ist mittlerweile an nahezu allen namhaften Opernhäusern aufgetreten, so etwa an der Metropolitan Opera, am Teatro Colón, Buenos Aires, am Royal Opera House Covent Garden, am Opernhaus Zürich, an der Deutschen Oper Berlin, an der Bayerischen Staatsoper München und bei den Salzburger Festspielen.

## Auszeichnungen
2009 wurde Krassimira Stojanowa der Titel einer österreichischen Kammersängerin verliehen.

## Diskographie
- Giuseppe Verdi: Arien. mit dem Münchner Rundfunkorchester, Leitung Pavel Baleff. Orfeo C 885 141 A.